# Алекси Алексиев
 Тази статия е за футболиста.  За генерал-майора вижте Алекси Алексиев (офицер).  
Алекси Михайлов Алексиев-Папата е български спортист, ръководител и треньор. Най-известен е като футболист, нападател на Владислав (Варна). Освен това се занимава с плуване, тенис и баскетбол. Създател е на СК Приморец, който съществува от 1941 до 1947 г.

## Спортна кариера
Роден е в Тулуза, Франция. Завършва Роберт колеж в Цариград. През 1918 г. е футболист на Тича (Варна). След това завършва висше образование във Виена, като играе за местния Аустрия. От 1921 г. е част от Владислав (Варна). Налага се като ляв инсайд, а освен това отговаря за тактическата подготовка на отбора, който копира модела на австрийските клубове. Печели два пъти Държавното първенство през 1925 и 1926 г., а през 1928 г. е вицешампион. Играе в тима до 1930 г.
От 1931 до 1945 г. е треньор по плуване, като същевременно е в ръководството на Владислав. През 1941 г. създава спортен клуб „Приморец“, който има секции по тенис, плуване, атлетика и баскетбол. През 1947 г. приема обединение с Тича-Владислав при условие, че остане председател в обедината структура. Остава на този пост до преиуменуването на клуба в „Ботев при ДНВ“, след което е подпредседател.
През 1961 година на Републиканското първенсто по плуване за юноши и девойки е обявен за отличил се треньор.Тогава той води отборът на Септември-Варна
Поради доноси срещу него известно време е интерниран в Каварна, където води местния футболен тим. След това отново се завръща в плуването и подготвя шампиони като Мария Николова и Тони Стателов.